# Великий Камінь (Октябрський район)
Великий Ка́мінь (рос. Большой Камень) — село у складі Октябрського району Ханти-Мансійського автономного округу Тюменської області, Росія. Входить до складу Октябрського міського поселення.
Населення — 95 осіб (2010, 147 у 2002).
Національний склад станом на 2002 рік: росіяни — 77 %.